# Mimosiphonops
Mimosiphonops – rodzaj płazów beznogich z rodziny Siphonopidae.

## Zasięg występowania
Rodzaj obejmuje gatunki występujące tylko w stanie Rio de Janeiro w Brazylii.

## Systematyka
Rodzaj zdefiniował w 1968 roku amerykański herpetolog Edward Harrison Taylor w publikacji własnego autorstwa o tytule Płazy beznogie świata: przegląd taksonomiczny. Gatunkiem typowym jest (oryginalne oznaczenie) M. vermiculatus.

### Etymologia
- Mimosiphonops: łac. mimus „naśladowca”, od gr. μιμος mimos ‘naśladowca’; rodzaj Siphonops Wagler, 1828[1].
- Pseudosiphonops: gr. ψευδος pseudos ‘fałszywy’; rodzaj Siphonops Wagler, 1828[2]. Gatunek typowy (oryginalne oznaczenie): Pseudosiphonops ptychodermis Taylor, 1968 (= Mimosiphonops vermiculatus Taylor, 1968).

### Podział systematyczny
Do rodzaju należą następujące gatunki:
- Mimosiphonops reinhardti Wilkinson & Nussbaum, 1992
- Mimosiphonops vermiculatus Taylor, 1968